# Sikringsstyrelsen
 Ikke at forveksle med Sikkerhedsstyrelsen.
Sikringsstyrelsen, senere Den Sociale Sikringsstyrelse, var en statslig styrelse under Velfærdsministeriet, som 2009 opgik i Pensionsstyrelsen.
Styrelsen arbejdede med at sikre borgernes sociale rettigheder, bl.a. i form af international pension og social sikring, på tværs af landegrænser. Det skete ved at træffe afgørelser i personsager. Samtidig vejledte styrelsen borgerne om reglerne på styrelsens område.
Sikringsstyrelsen blev oprettet  1.4.1973 og blev i 1989 opdelt i Arbejdsskadestyrelsen og Socialstyrelsen. I 1992 blev Sikringsstyrelsen genoprettet og hørte frem til november 2007 under det nu nedlagte Socialministeriet. Styrelsen beskæftigede i 2007 141 årsværk.

## Direktører
Denne liste er ufuldstændig; hjælp gerne med at udfylde den.
- 1972-1976: Per Loft
- 1976-: Asger Friis
- -2009: Kirsten Thorball